# Campeonato Mundial Juvenil de Béisbol de 2012
La Campeonato Mundial Juvenil de Béisbol 2012 fue una competición de béisbol internacional que se disputó en Seúl, Corea del Sur, del 30 de agosto al 8 de septiembre organizado por la Confederación Mundial de Béisbol y Sóftbol.

## Sistema de competición
El torneo contó con tres fases divididas de la siguiente manera:
- Primera ronda: Los doce participantes fueron divididos en dos grupos de 6 equipos cada uno, clasificando a la Súper Ronda los tres primeros de cada grupo, mientras que los tres últimos de cada grupo disputaron una ronda de Consolidación para definir su posición en el torneo.

- Juegos de consolación: los seis equipos eliminados en la primera ronda se enfrentaron de la siguiente manera; los ubicados en el sexto lugar disputaron el 11° y 12° lugar, los ubicados en el quinto lugar se enfrentaron por el  9° y 10° lugar del torneo, mientras los ubicados en el cuarto lugar disputaron un juego por el 7° y 8° lugar.

- Semifinales: Los tres equipos clasificados del grupo 1 de la primera fase se enfrentaron contra cada uno de los tres equipos clasificados del grupo 2, sumándose así los 3 juegos de cada equipo en esta ronda y los dos juegos en la primera ronda contra los otros dos equipos clasificados de su mismo grupo.

- Finales: El equipo que finalizó en el 1° lugar de la fase anterior se enfrentó ante el equipo del 2° lugar por la medalla de oro y plata. El equipo ubicado en el tercer lugar en semifinales obtuvo el bronce.

## Equipos
Los siguientes 12 equipos calificaron para el torneo. Entre paréntesis, su posición en el ranking para el mes de agosto de 2012ː
| Grupo A            | Grupo B              |
| ------------------ | -------------------- |
| Estados Unidos (2) | Japón (3)            |
| Corea del Sur (4)  | China Taipéi (5)     |
| Países Bajos (7)   | Canadá (6)           |
| Venezuela (8)      | Italia (9)           |
| Australia (10)     | Panamá (14)          |
| Colombia (19)      | República Checa (25) |

## Ronda de apertura
Disputada del 31 de agosto al 5 de septiembre en cinco jornadas.

### Grupo A
| Equipo         | G | P | Av   | Dif |
| -------------- | - | - | ---- | --- |
| Estados Unidos | 4 | 1 | .800 | —   |
| Corea del Sur  | 3 | 1 | .750 | 0.5 |
| Colombia       | 3 | 2 | .600 | 1.0 |
| Venezuela      | 2 | 3 | .400 | 2.0 |
| Australia      | 2 | 3 | .400 | 2.0 |
| Países Bajos   | 0 | 4 | .000 | 3.5 |

     – Clasificados a la Super Ronda.

     – Juegan la Ronda de Consolación.
Resultados
| 31 de agosto, 10:08 (UTC +09:00) | Australia | 7 - 4   | Colombia | Estadio de Béisbol Jamsil, Seúl |                              |
|                                  |           | Reporte |          | Asistencia: 100 espectadores    | Asistencia: 100 espectadores |

| 31 de agosto, 14:05 (UTC +09:00) | Venezuela | 1 - 2   | Corea del Sur | Estadio de Béisbol Jamsil, Seúl |                              |
|                                  |           | Reporte |               | Asistencia: 230 espectadores    | Asistencia: 230 espectadores |

| 31 de agosto, 18:00 (UTC +09:00) | Estados Unidos | 17 - 0  | Países Bajos | Estadio de Béisbol Mokdong, Seúl |                              |
|                                  |                | Reporte |              | Asistencia: 145 espectadores     | Asistencia: 145 espectadores |

| 1 de septiembre, 10:03 (UTC +09:00) | Venezuela | 6 - 3   | Australia | Estadio de Béisbol Jamsil, Seúl |                              |
|                                     |           | Reporte |           | Asistencia: 100 espectadores    | Asistencia: 100 espectadores |

| 1 de septiembre, 14:00 (UTC +09:00) | Países Bajos | 6 - 9   | Colombia | Estadio de Béisbol Mokdong, Seúl |                              |
|                                     |              | Reporte |          | Asistencia: 100 espectadores     | Asistencia: 100 espectadores |

| 1 de septiembre, 14:00 (UTC +09:00) | Estados Unidos | 2 - 8   | Corea del Sur | Estadio de Béisbol Jamsil, Seúl |                                |
|                                     |                | Reporte |               | Asistencia: 4 000 espectadores  | Asistencia: 4 000 espectadores |

| 2 de septiembre, 10:00 (UTC +09:00) | Colombia | 1 - 11  | Estados Unidos | Estadio de Béisbol Mokdong, Seúl |                             |
|                                     |          | Reporte |                | Asistencia: 50 espectadores      | Asistencia: 50 espectadores |

| 2 de septiembre, 14:00 (UTC +09:00) | Países Bajos | 2 - 8   | Venezuela | Estadio de Béisbol Jamsil, Seúl |                             |
|                                     |              | Reporte |           | Asistencia: 85 espectadores     | Asistencia: 85 espectadores |

| 2 de septiembre, 14:02 (UTC +09:00) | Corea del Sur | 7 - 1   | Australia | Estadio de Béisbol Mokdong, Seúl |                                |
|                                     |               | Reporte |           | Asistencia: 1 000 espectadores   | Asistencia: 1 000 espectadores |

| 3 de septiembre, 10:00 (UTC +09:00) | Australia | 8 - 1   | Países Bajos | Estadio de Béisbol Jamsil, Seúl |                             |
|                                     |           | Reporte |              | Asistencia: 65 espectadores     | Asistencia: 65 espectadores |

| 3 de septiembre, 18:00 (UTC +09:00) | Colombia | 3 - 1   | Corea del Sur | Estadio de Béisbol Mokdong, Seúl |                              |
|                                     |          | Reporte |               | Asistencia: 800 espectadores     | Asistencia: 800 espectadores |

| 3 de septiembre, 18:22 (UTC +09:00) | Venezuela | 2 - 3   | Estados Unidos | Estadio de Béisbol Jamsil, Seúl |                              |
|                                     |           | Reporte |                | Asistencia: 143 espectadores    | Asistencia: 143 espectadores |

| 4 de septiembre, 11:16 (UTC +09:00) | Colombia | 7 - 2   | Venezuela | Estadio de Béisbol Mokdong, Seúl |                             |
|                                     |          | Reporte |           | Asistencia: 50 espectadores      | Asistencia: 50 espectadores |

| 5 de septiembre, 10:30 (UTC +09:00) | Australia | 2 - 6   | Estados Unidos | Estadio de Béisbol Jamsil, Seúl |                              |
|                                     |           | Reporte |                | Asistencia: 150 espectadores    | Asistencia: 150 espectadores |

| septiembre | Países Bajos | Cancelado | Corea del Sur |  |  |

### Grupo B
| Equipo          | G | P | Av   | Dif |
| --------------- | - | - | ---- | --- |
| Canadá          | 4 | 1 | .800 | —   |
| Japón           | 4 | 1 | .800 | —   |
| China Taipéi    | 3 | 1 | .750 | 0.5 |
| Panamá          | 2 | 3 | .400 | 2.0 |
| Italia          | 1 | 3 | .250 | 2.5 |
| República Checa | 0 | 5 | .000 | 4.0 |

     – Clasificados a la Super Ronda.

     – Juegan la Ronda de Consolación.
Resultados
| 31 de agosto, 10:00 (UTC +09:00) | Italia | 0 - 2   | Panamá | Estadio de Béisbol Mokdong, Seúl |                             |
|                                  |        | Reporte |        | Asistencia: 70 espectadores      | Asistencia: 70 espectadores |

| 31 de agosto, 14:00 (UTC +09:00) | Japón | 5 - 6   | Canadá | Estadio de Béisbol Mokdong, Seúl |                              |
|                                  |       | Reporte |        | Asistencia: 125 espectadores     | Asistencia: 125 espectadores |

| 31 de agosto, 18:02 (UTC +09:00) | China Taipéi | 6 - 0   | República Checa | Estadio de Béisbol Jamsil, Seúl |                              |
|                                  |              | Reporte |                 | Asistencia: 100 espectadores    | Asistencia: 100 espectadores |

| 1 de septiembre, 10:00 (UTC +09:00) | Italia | 3 - 4   | Canadá | Estadio de Béisbol Mokdong, Seúl |                             |
|                                     |        | Reporte |        | Asistencia: 85 espectadores      | Asistencia: 85 espectadores |

| 1 de septiembre, 18:00 (UTC +09:00) | Panamá | 6 - 2   | República Checa | Estadio de Béisbol Mokdong, Seúl |                             |
|                                     |        | Reporte |                 | Asistencia: 95 espectadores      | Asistencia: 95 espectadores |

| 1 de septiembre, 18:35 (UTC +09:00) | Japón | 2 - 0   | China Taipéi | Estadio de Béisbol Jamsil, Seúl |                              |
|                                     |       | Reporte |              | Asistencia: 500 espectadores    | Asistencia: 500 espectadores |

| 2 de septiembre, 10:00 (UTC +09:00) | República Checa | 1 - 12  | Italia | Estadio de Béisbol Jamsil, Seúl |                             |
|                                     |                 | Reporte |        | Asistencia: 72 espectadores     | Asistencia: 72 espectadores |

| 2 de septiembre, 18:00 (UTC +09:00) | Panamá | 0 - 8   | Japón | Estadio de Béisbol Jamsil, Seúl |                              |
|                                     |        | Reporte |       | Asistencia: 200 espectadores    | Asistencia: 200 espectadores |

| 2 de septiembre, 18:01 (UTC +09:00) | Canadá | 5 - 6   | China Taipéi | Estadio de Béisbol Mokdong, Seúl |                              |
|                                     |        | Reporte |              | Asistencia: 200 espectadores     | Asistencia: 200 espectadores |

| 3 de septiembre, 10:08 (UTC +09:00) | República Checa | 2 - 3   | Canadá | Estadio de Béisbol Jamsil, Seúl |                             |
|                                     |                 | Reporte |        | Asistencia: 73 espectadores     | Asistencia: 73 espectadores |

| 3 de septiembre, 14:00 (UTC +09:00) | Italia | 1 - 7   | Canadá | Estadio de Béisbol Mokdong, Seúl |                             |
|                                     |        | Reporte |        | Asistencia: 85 espectadores      | Asistencia: 85 espectadores |

| 3 de septiembre, 14:03 (UTC +09:00) | Panamá | 3 - 4   | China Taipéi | Estadio de Béisbol Jamsil, Seúl |                              |
|                                     |        | Reporte |              | Asistencia: 103 espectadores    | Asistencia: 103 espectadores |

| 4 de septiembre, 12:00 (UTC +09:00) | República Checa | 0 - 7   | Japón | Estadio de Béisbol Jamsil, Seúl |                             |
|                                     |                 | Reporte |       | Asistencia: 45 espectadores     | Asistencia: 45 espectadores |

| 5 de septiembre, 10:33 (UTC +09:00) | Canadá | 10 - 1  | Panamá | Estadio de Béisbol Mokdong, Seúl |                             |
|                                     |        | Reporte |        | Asistencia: 78 espectadores      | Asistencia: 78 espectadores |

| septiembre | Italia | Cancelado | China Taipéi |  |  |

## Juegos de Consolación
Los equipos ubicados en el sexto lugar se enfrentaron para definir los puestos 11° y 12°, mientras los ubicados en el quinto puesto disputaron el juego por el puesto 9° y 10°, por último los ubicados en el cuarto lugar de cada grupo se enfrentaron por el puesto 7° y 8° en el torneo.

### 11° y 12° lugar
| 5 de septiembre, 18:29 (UTC +09:00) | Países Bajos | 7 - 4   | República Checa | Estadio de Béisbol Mokdong, Corea del Sur |                             |
|                                     |              | Reporte |                 | Asistencia: 87 espectadores               | Asistencia: 87 espectadores |

### 9° y 10° lugar
| 6 de septiembre, 10:00 (UTC +09:00) | Italia | 2 - 11  | Australia | Estadio de Béisbol Mokdong, Corea del Sur |                             |
|                                     |        | Reporte |           | Asistencia: 45 espectadores               | Asistencia: 45 espectadores |

### 7° y 8° lugar
| 6 de septiembre, 14:00 (UTC +09:00) | Venezuela | 4 - 5   | Panamá | Estadio de Béisbol Mokdong, Corea del Sur |                             |
|                                     |           | Reporte |        | Asistencia: 65 espectadores               | Asistencia: 65 espectadores |

## Segunda ronda
Disputada del 5 al 7 de septiembre por los tres primeros equipos de cada grupo en la primera ronda.
| Equipo         | G | P | Av   | Dif |
| -------------- | - | - | ---- | --- |
| Estados Unidos | 3 | 2 | .600 | —   |
| Canadá         | 3 | 2 | .600 | —   |
| China Taipéi   | 3 | 2 | .600 | —   |
| Colombia       | 2 | 3 | .300 | 1.0 |
| Japón          | 2 | 3 | .300 | 1.0 |
| Corea del Sur  | 2 | 3 | .300 | 1.0 |

     – Jugaron la final del Campeonato Mundial.

     – Jugaron por el bronce y tercer lugar.

     – Jugaron por el 5 y 6° lugar.
Resultados
| 5 de septiembre, 14:08 (UTC +09:00) | Colombia | 3 - 0   | Japón | Estadio de Béisbol Mokdong, Corea del Sur |                              |
|                                     |          | Reporte |       | Asistencia: 118 espectadores              | Asistencia: 118 espectadores |

| 5 de septiembre, 14:20 (UTC +09:00) | China Taipéi | 7 - 3   | Corea del Sur | Estadio de Béisbol Jamsil, Corea del Sur |                              |
|                                     |              | Reporte |               | Asistencia: 520 espectadores             | Asistencia: 520 espectadores |

| 5 de septiembre, 19:05 (UTC +09:00) | Canadá | 1 - 0   | Estados Unidos | Estadio de Béisbol Jamsil, Corea del Sur |                              |
|                                     |        | Reporte |                | Asistencia: 520 espectadores             | Asistencia: 520 espectadores |

| 6 de septiembre, 10:00 (UTC +09:00) | Colombia | 6 - 10  | Canadá | Estadio de Béisbol Mokdong, Corea del Sur |                             |
|                                     |          | Reporte |        | Asistencia: 84 espectadores               | Asistencia: 84 espectadores |

| 6 de septiembre, 14:00 (UTC +09:00) | China Taipéi | 1 - 5   | Estados Unidos | Estadio de Béisbol Mokdong, Corea del Sur |                              |
|                                     |              | Reporte |                | Asistencia: 113 espectadores              | Asistencia: 113 espectadores |

| 6 de septiembre, 18:07 (UTC +09:00) | Japón | 4 - 2   | Corea del Sur | Estadio de Béisbol Mokdong, Corea del Sur |                              |
|                                     |       | Reporte |               | Asistencia: 113 espectadores              | Asistencia: 113 espectadores |

| 7 de septiembre, 10:00 (UTC +09:00) | Colombia | 1 - 3   | China Taipéi | Estadio de Béisbol Mokdong, Corea del Sur |                             |
|                                     |          | Reporte |              | Asistencia: 85 espectadores               | Asistencia: 85 espectadores |

| 7 de septiembre, 14:00 (UTC +09:00) | Corea del Sur | 9 - 3   | Canadá | Estadio de Béisbol Mokdong, Corea del Sur |                              |
|                                     |               | Reporte |        | Asistencia: 210 espectadores              | Asistencia: 210 espectadores |

| 7 de septiembre, 18:03 (UTC +09:00) | Japón | 5 - 10  | Estados Unidos | Estadio de Béisbol Mokdong, Corea del Sur |                              |
|                                     |       | Reporte |                | Asistencia: 200 espectadores              | Asistencia: 200 espectadores |

## 5° y 6° lugar
| 8 de septiembre, 10:00 (UTC +09:00) | Corea del Sur | 3 - 0   | Japón | Estadio de Béisbol Mokdong, Corea del Sur |                                |
|                                     |               | Reporte |       | Asistencia: 1 100 espectadores            | Asistencia: 1 100 espectadores |

## Tercer lugar
| 8 de septiembre, 14:020(UTC +09:00) | Colombia | 1 - 4   | China Taipéi | Estadio de Béisbol Mokdong, Corea del Sur |                              |
|                                     |          | Reporte |              | Asistencia: 120 espectadores              | Asistencia: 120 espectadores |

## Final
| 8 de septiembre, 18:02 (UTC +09:00) | Canadá | 2 - 6   | Estados Unidos | Estadio de Béisbol Mokdong, Corea del Sur |                              |
|                                     |        | Reporte |                | Asistencia: 400 espectadores              | Asistencia: 400 espectadores |

## Posiciones finales
| Pos                            | Equipo          | V | D |
| ------------------------------ | --------------- | - | - |
|                                | Estados Unidos  | 7 | 2 |
|                                | Canadá          | 6 | 3 |
|                                | China Taipéi    | 6 | 2 |
| 4°                             | Colombia        | 4 | 5 |
| Eliminados en la Segunda Ronda |                 |   |   |
| 5°                             | Corea del Sur   | 5 | 3 |
| 6°                             | Japón           | 5 | 4 |
| Eliminados en la Primera Ronda |                 |   |   |
| 7°                             | Panamá          | 3 | 3 |
| 8°                             | Venezuela       | 2 | 4 |
| 9°                             | Australia       | 3 | 3 |
| 10°                            | Italia          | 1 | 4 |
| 11°                            | Países Bajos    | 1 | 4 |
| 12°                            | República Checa | 0 | 6 |